# Guillermo Rein Arssu
Guillermo Rein Arssu (13 de enero de 1859 - † 3 de enero de 1913) fue alcalde de Málaga en dos ocasiones.
Es de una familia de mercaderes de origen alemán establecida en Málaga, descendiente directo de Juan Guillermo Rein, mercader sajón establecido en Málaga.
Guillermo Rein Arssu fue banquero y alcalde desde el 14 de agosto de 1899 al 8 de marzo de 1900 y en un segundo mandato desde el 16 de enero al 4 de agosto de 1903, así como dos veces senador del reino.
Falleció el 3 de enero de 1913 en su casa de la Alameda.